# فرماندهی عالی نیروی زمینی آلمان
فرماندهی عالی نیروی زمینی آلمان (Oberkommando des Heeres) با مخفف OKH اوکی‌اچ، فرماندهی عالی نیروی زمینی آلمان نازی بود. فرماندهی عالی در سال ۱۹۳۵ به عنوان بخشی از تسلیح مجدد آلمان توسط آدولف هیتلر تأسیس شد. OKH عملاً مهمترین واحد در برنامه‌ریزی جنگ آلمان تا زمان شکست در نبرد مسکو در دسامبر ۱۹۴۱ بود.